# 盖申多夫
盖申多夫是德国石勒苏益格－荷尔斯泰因州的一个市镇。总面积5.70平方公里，总人口538人，其中男性254人，女性284人（2011年12月31日），人口密度94人/平方公里。